# Sinagoga de Casale Monferrato
La sinagoga de Casale Monferrato, de rito italiano, construida en 1595, es uno de los mejores ejemplos de sinagoga barroca piamontesa. Se encuentra en Casale Monferrato en el callejón Salomone Olper.

## Historia
La sinagoga fue construida en 1595 en la judería de la ciudad. Por lo tanto, precede al establecimiento del gueto a principios del siglo XVIII. La sinagoga estaba separada de la calle por un pequeño patio, y en virtud de motivos de autodefensa y en cumplimiento de las restrictivas reglas que entonces regulaban las relaciones entre judíos y cristianos, no había indicios de su presencia en su exterior. La sinagoga originalmente consistía en una sencilla sala rectangular orientada en dirección norte-sur. Una primera ampliación del matroneo se remonta a 1720.

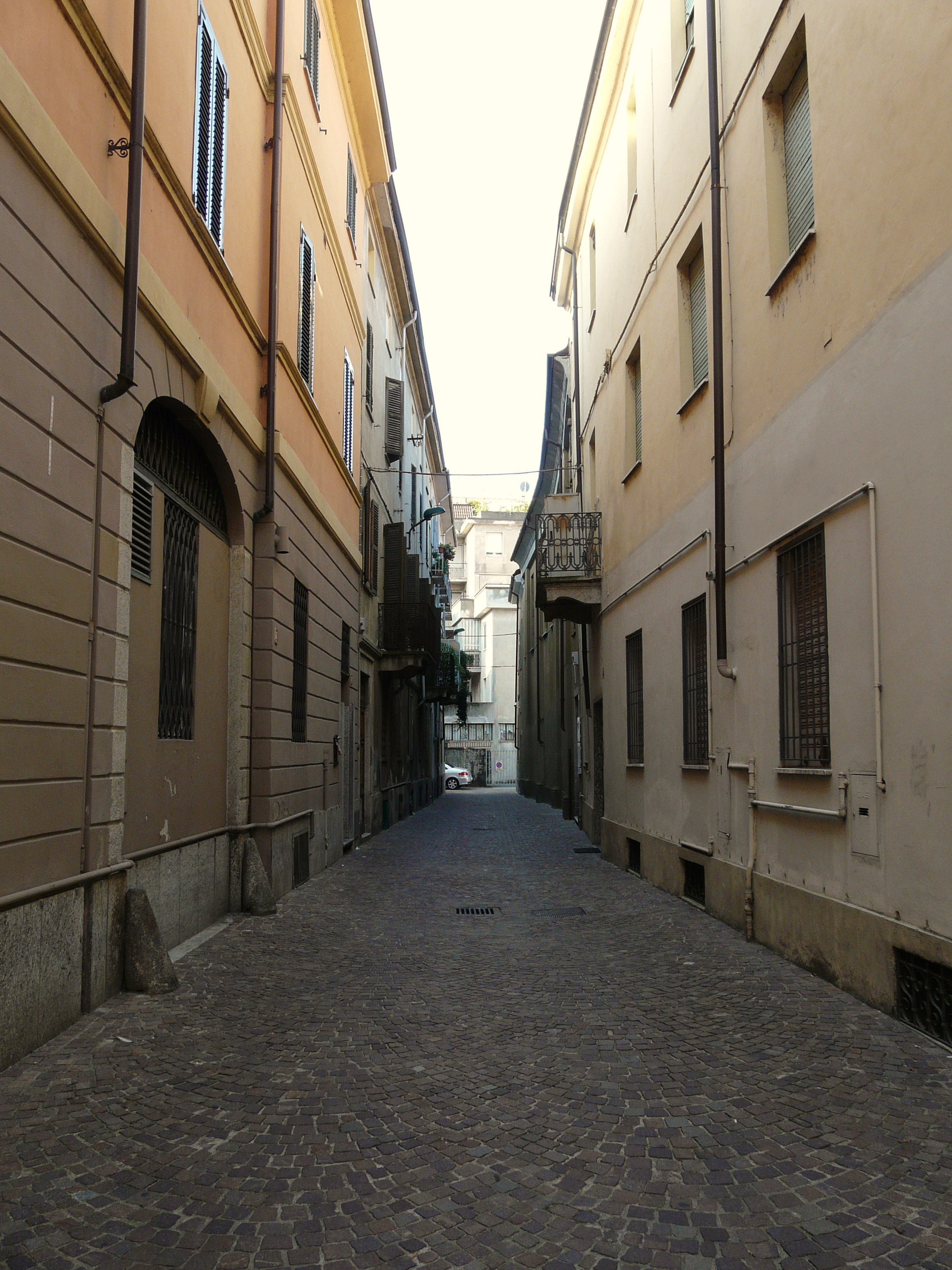
Callejón Salomone Olper

Cuando se estableció el gueto en 1723, la sinagoga se encontraba dentro de sus límites, por lo que su reubicación no fue necesaria. Sin embargo, la sala de oración tuvo que ampliarse para satisfacer las necesidades de la creciente población judía, que acogió también a fieles que venían de localidades vecinas, en particular de San Salvatore Monferrato. En 1823 fue restaurado el suelo de mármol.
Después de la emancipación de 1848, la sinagoga sufrió un importante segundo cambio de imagen en 1866, con la ampliación del salón y la elevación de un piso para dar cabida a la gran matroneo con vista al salón, y sus ventanas con rejas de madera.
Tras el declive demográfico de la comunidad en el siglo XX, la sinagoga experimentó un largo período de decadencia hasta que, en 1969, fue cuidadosamente restaurada por la Superintendencia de Monumentos de la Región del Piamonte, que la declaró monumento nacional .
Actualmente la sinagoga abre ocasionalmente para el culto con motivo de las fiestas religiosas. Como museo, es un lugar popular para visitas y sede de eventos públicos relacionados con temas del judaísmo, como conferencias, conciertos y encuentros culturales.

## El interior

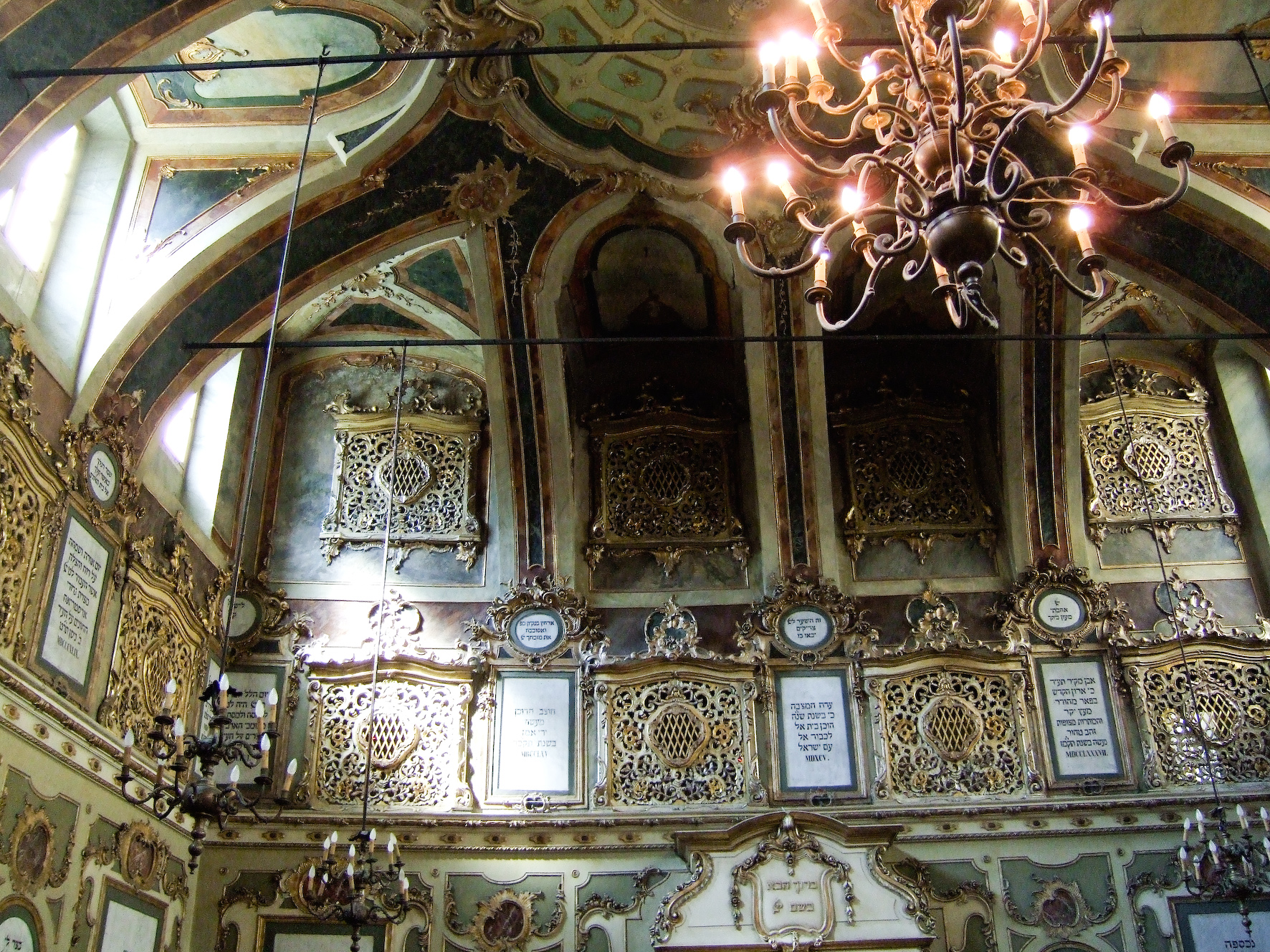
Detalle de la bóveda

En contraste con el exterior sin adornos, el interior de la sinagoga está ricamente decorado con pinturas y estucos dorados, conservando el mobiliario barroco original.
La sala aparece hoy como un gran espacio rectangular iluminado por 14 ventanas, siete de cada lado mayor, pintadas con colores brillantes. Las paredes están cubiertas con inscripciones en hebreo, en su mayoría citas de la Torá, pero también inscripciones conmemorativas en memoria de las numerosas reformas del templo y los principales acontecimientos auspiciosos en la vida de la comunidad: la salvación de los asedios de 1629 y 1656 y sobre todo la emancipación de 1848 (única inscripción bilingüe en italiano y hebreo).
El aron de 1765 (mejorado en 1787) y laTevah son parte del mobiliario antiguo, mientras que la cantoría de madera se añadió con el cambio de imagen del siglo XIX.

## El museo judío

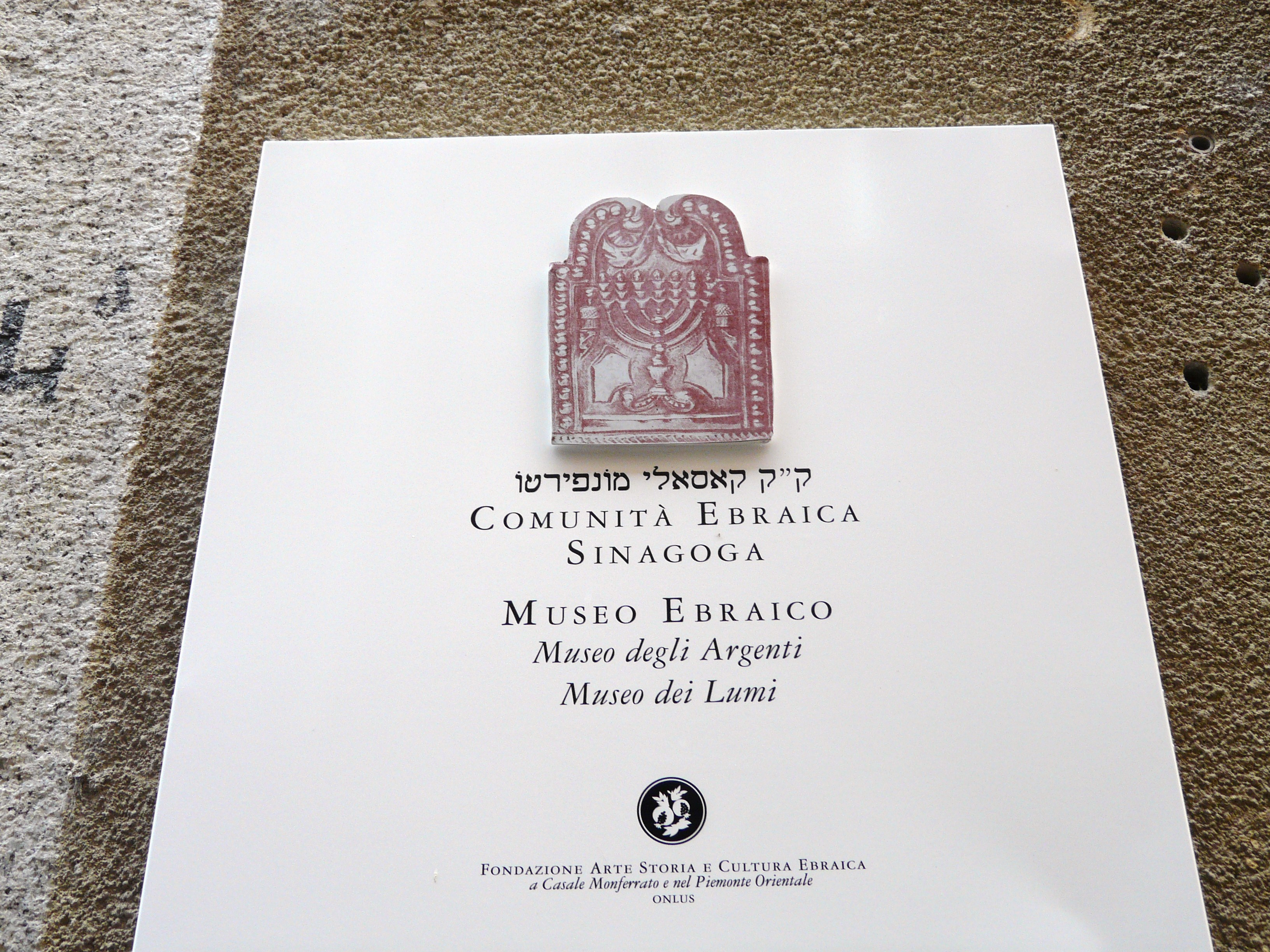
Placa de entrada

En las salas de acceso al matroneo se ha dispuesto en el primer piso un museo que alberga objetos de particular valor como las Tablas de la ley, en madera dorada y que datan del siglo XVIII, numerosos rimonim (terminales para los Rollos de la Ley) y atarot (coronas para los Rollos de la Ley) en relieve, cincelado o en filigrana de plata. En el segundo piso se ha reorganizado la biblioteca, con manuscritos antiguos y libros de oraciones.

## Otros proyectos
- Wikimedia Commons contiene imágenes u otros archivos de la sinagoga di Casale Monferrato